# Neptú (mitologia)

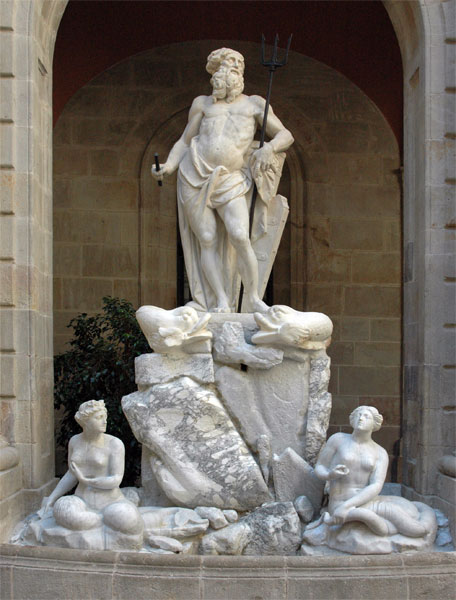
Neptú se sol representar amb un trident, com en aquesta obra homònima (1802), de Nicolau Travé. El grup escultòric es completa amb les dues figures de les nereides d'Antoni Solà. Barcelona: Llotja de Mar.

Neptú (en llatí: Neptūnus) era un déu de la religió romana invocat per protegir les persones de la calor estival el qual enviava les pluges. Amb el contacte amb la cultura grega, fou associat amb Posidó i va perdre la seva identitat original, passant a ser el déu dels mars i dels terratrèmols.
Les representacions artístiques de Neptú el mostren amb els atributs aportats per la religió grega: el trident, els dofins i els tritons. Igual com Posidó, Neptú fou venerat pels romans com el déu dels cavalls amb el nom Neptunus Equester i invocat a les curses de carros.

## Etimologia
L'etimologia de Neptú ha estat molt debatuda. Marc Terenci Varró derivava aquesta paraula de nuptus («cobertura») i el relacionava també amb nuptiae per un ritual que es feia a les celebracions de matrimoni cobrint els dos esposos amb un mantell, però en el cas de Neptú podia voler representar la unió del cel i la terra.
P. Kretschmer va fer una proposta segons la qual la paraula Neptú derivaria d'una arrel indoeuropea neptu-, amb el significat de «substància humida». De manera similar, R. Bloch, ha suposat que es tracta d'una forma adjectival derivada de l'esmentada arrel nuptu-, amb el significat «aquell qui és humitat». Dumézil va notar que algunes paraules derivades de l'arrel protoindoeuropea nep- no tenen una equivalència demostrada en els idiomes vèdic i avèstic, per tant, va proposar que Neptunus procediria o estaria relacionat amb els teònims Apam Napat, Apam Napá i amb l'irlandès Nechtan, tots ells amb el significat «descendent de les aigües». Dumezil, en la mateixa línia de raonament, va proposar que Neptunus estaria relacionat etimològicament amb la paraula llatina nepot, «nebot, descendent per part d'un germà o germana».

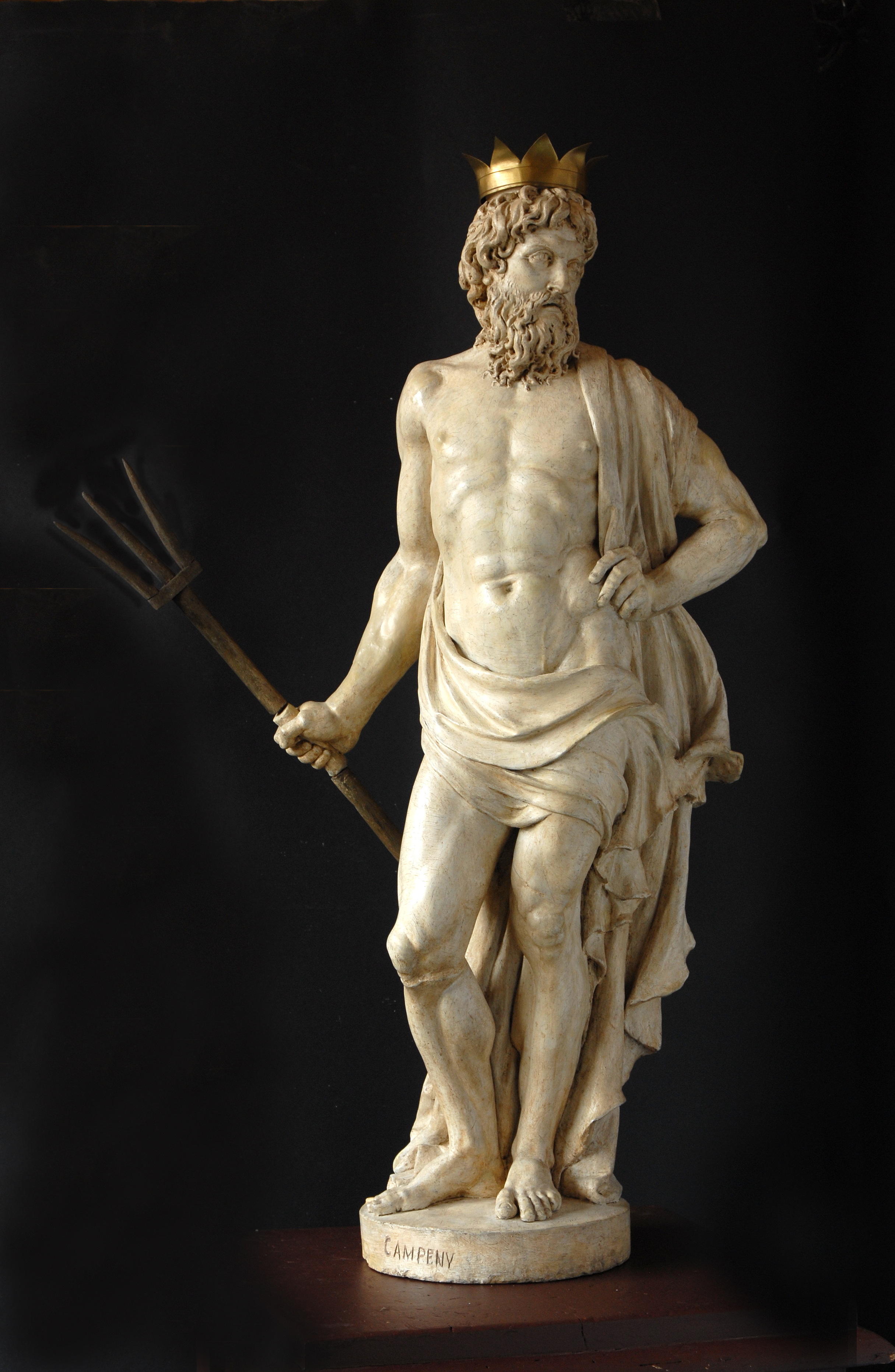
Neptú (1830-1832), de Damià Campeny. Vilanova i la Geltrú: Biblioteca Museu Víctor Balaguer.

Més recentment H. Petersmann va proposar una etimologia a partir d'una arrel indoeuropea nebh- relacionada amb el significat de «núvols i boires», que juntament amb el sufix -tu que li aporta un significat d'abstracció verbal i del sufix adjectival -no el qual li aporta el significat de «domini o activitats d'una persona». Aquesta arrel nebh- hauria tingut un significat original d'«humit» i hauria donat en sànscrit la paraula nábhah, en l'idioma hitita la paraula nepis, en llatí les paraules nubs i nebula, en alemany nebel, en les llengües eslaves nebo, etc. El concepte seria proper a l'expressat per la paraula grega Όυράνος, (Óyrános, «Úranos») derivat de l'arrel h2wórso-, «irrigar», i de h2worsó-, «l'irrigador».
Encara hi ha una proposta etimològica més, la que fa referència a la llegenda mitològica dels orígens d'Etrúria i del Latium, proposada per Preller i Müller-Deeke. El déu etrusc Nethunus o Nethuns seria una forma adjectival del topònim Nepe (que també es troba escrit Nepet o Nepete i correspon a l'actual municipi de Nepi). Aquesta zona va estar tradicionalment connectada al culte d'un déu pare de Messapus i Halesus, que coincideix amb els noms dels fills d'un mític heroi dels Falerii, potser els fundadors d'aquestes ciutats. Aquest déu, esmentat a l'Eneida, era un rei dels etruscs i un expert domador de cavalls. Nepi i Falerii tenien fama de ser llocs on hi havia fonts naturals d'aigua d'excel·lent qualitat. Nepet podria ser un topònim relacionat amb aquestes zones planes riques en aigua, amb un terme cognat en llengua pre grega νάπη (nápi̱, «vall frondosa»).

## Origen

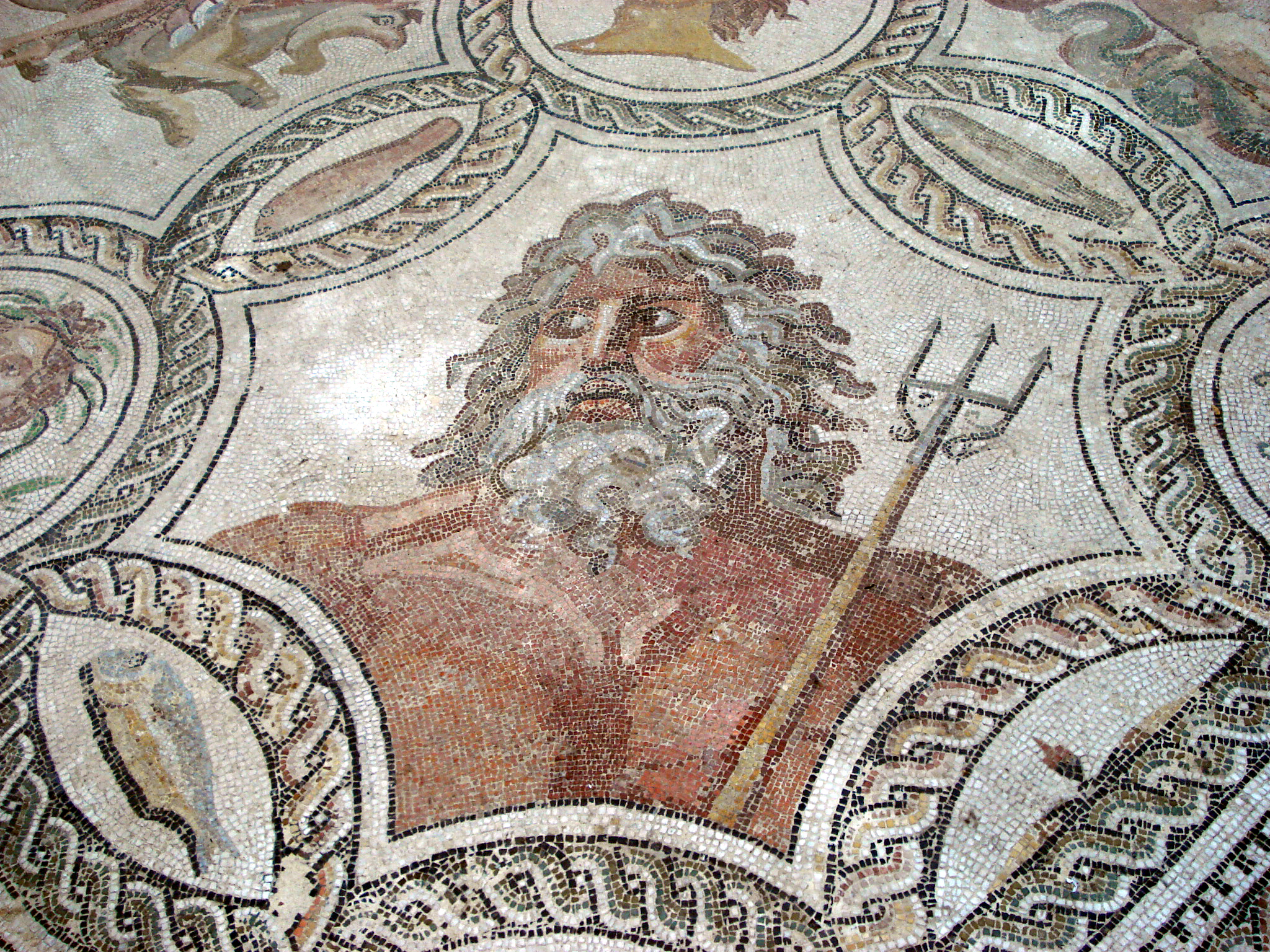
Mosaic de Neptú, Museu arqueològic de Palerm.)

Originalment, Neptú era el déu romà dels núvols i de la pluja, i així es va mantenir fins a l'any 399 aC, quan es va decidir la importació del culte de Posidó des de les colònies gregues de Sicília i llavors és quan la seva divinitat es traslladà des de les aigües aèries a totes les aigües, però amb predomini de les marines al voltant de les quals va créixer l'Imperi Romà.
En els inicis de la civilització romana Portú era el déu invocat pels navegants però Neptú el va suplantar oficialment al segle i quan Sext Pompeu Pius es va nomenar a si mateix "fill de Neptú". Durant un temps va ser aparellat amb Salàcia, la deessa de l'aigua salada. També es considerava acompanyant de Neptú, una deessa anomenada Venília que era l'encarregada d'originar el vent que mou les aigües del mar.

## Mitologia
A partir de l'assimilació amb Posidó, Neptú va adoptar una llegenda mitològica que abans no tenia. Era el fill gran de Saturn, germà de Júpiter i de Plutó. Tots els habitants de les aigües havien d'obeir-lo.

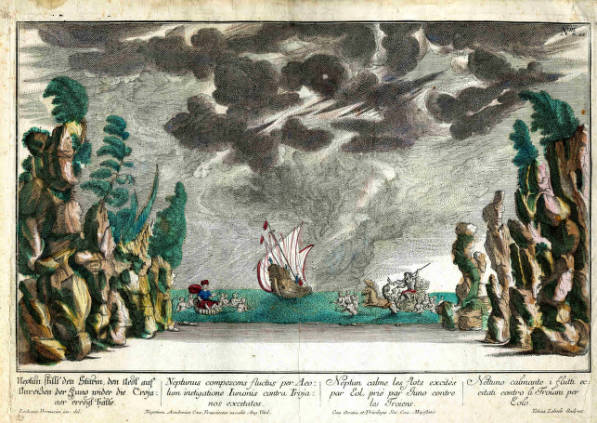
Gravat acolorit amb la representació de Neptú calmant les flotes excitades per Èol contra els Troians, de Lodovico Ottavio Burnacini, del fons d'art del MAE

La seva mare el va protegir del seu pare, qui volia menjar-se'l, i per fer-ho el va amagar entre un ramat de bens fent veure que era un poltre. Segons unes versions el va criar Arne, la filla del déu dels vents i segons altres versions van ser els Telquines. Neptú va escollir el mar com a llar i a les profunditats tenia un regne.
Era inseparable dels seus cavalls i solia cavalcar sobre les aigües amb cavalls blancs, a més dels seus dofins. Neptú no vestia amb robes riques, perquè el seu aspecte físic era prou imposant.
Aquest déu era molt perillós i inestable. Amb les seves emocions canviants podia provocar des de terribles tempestes fins a onades tranquil·les i pacífiques, motiu pel qual mai ningú s'atrevia a provocar-lo sense motiu.
Era el déu que sostenia la Terra, perquè l'oceà voltejava el planeta i era evident que ell era la base sobre la qual se sustentava el planeta. Neptú havia donat forma a les costes, arrencant trossos de muntanyes per a formar els penya-segats o passant la mà pel litoral per crear platges. Per servir-lo estaven al seu costat: les sirenes traïdores, les nereides, les belles oceànides i els poderosos tritons. Neptú era el senyor de les nimfes i nàiades dels llacs, dels rius, de les fonts, totes elles eren part de la cort que li devien obediència.
Segons Ovidi, Neptú i Apol·lo ajudaren a Laomedont a construir les muralles de Troia.
Pel que fa a la relació entre Neptú i els cavalls, es pot explicar a partir del significat de la paraula llatina navis, la qual no tan sols vol dir «embarcació», sinó «qualsevol contenidor construït per al transport», així la paraula naufagium tant es podia fer servir per parlar de l'enfonsament d'un vaixell com del trencament d'un carro en una cursa de carros. Una altra explicació prové de la mitologia grega, segons la qual va ser ell qui juntament amb Atena, els qui van inventar el carro.

### Amants
La seva esposa principal fou Amfitrite, una nereida que li va donar com a fills els tritons.
Altres amants van ser:
- Halia: De la qual va tenir set fills.
- Amimone: Una de les Danaides.
- Toosa: Nimfa amb la qual tingué a Polifem.
- Gea: Amb la qual va tenir a Anteu i a Caribdis.
- Ceres.
- Medusa: Mare de Pegàs i Chrisaor. Les seves netes són les Nereides.
- Clito: Mare d'uns bessons, el primogènit dels quals fou Atles.

## Culte
Al calendari romà hi havia un dia festiu dedicat a ell, la Neptunàlia. Una altra manera de retir-li culte era el lectisternium, paraula que vol dir que era convidat a un banquet fet en honor seu.

### Temple
Neptú tenia un únic temple a Roma, que estava al sud del Camp de Mart a prop del circ Flamini, on es feien les curses de carros. Hi ha testimoni de l'existència d'aquest temple l'any 206 aC. La imatge del temple surt en una moneda feta encunyar per Gn. Domitius Ahenobarbus, de l'any 40 aC, sens dubte perquè va ser ell l'encarregat de fer una restauració. El temple allotjava una escultura d'un grup sobre el tema marí, obra d'Escopes de Paros. La construcció de la Basilica Neptuni fou a causa d'una prometença feta per Agripa en honor de la victòria naval d'Actium. Aquesta basílica va substituir l'antic temple. D'aquesta basílica no en queda res, ja que fou destruït en un incendi.

### Sacrificis
Neptú era un dels tres déus romans als qui era apropiat oferir el sacrifici d'un bou, els altres dos eren Apol·lo i Mart. Si el sacrifici es feia de manera incorrecta calia fer un piaculum. Aquest tipus d'ofrena és la que el caracteritza com a déu sobirà segons la teoria de la trifuncionalitat de G. Dumézil.

## Déu de la fertilitat

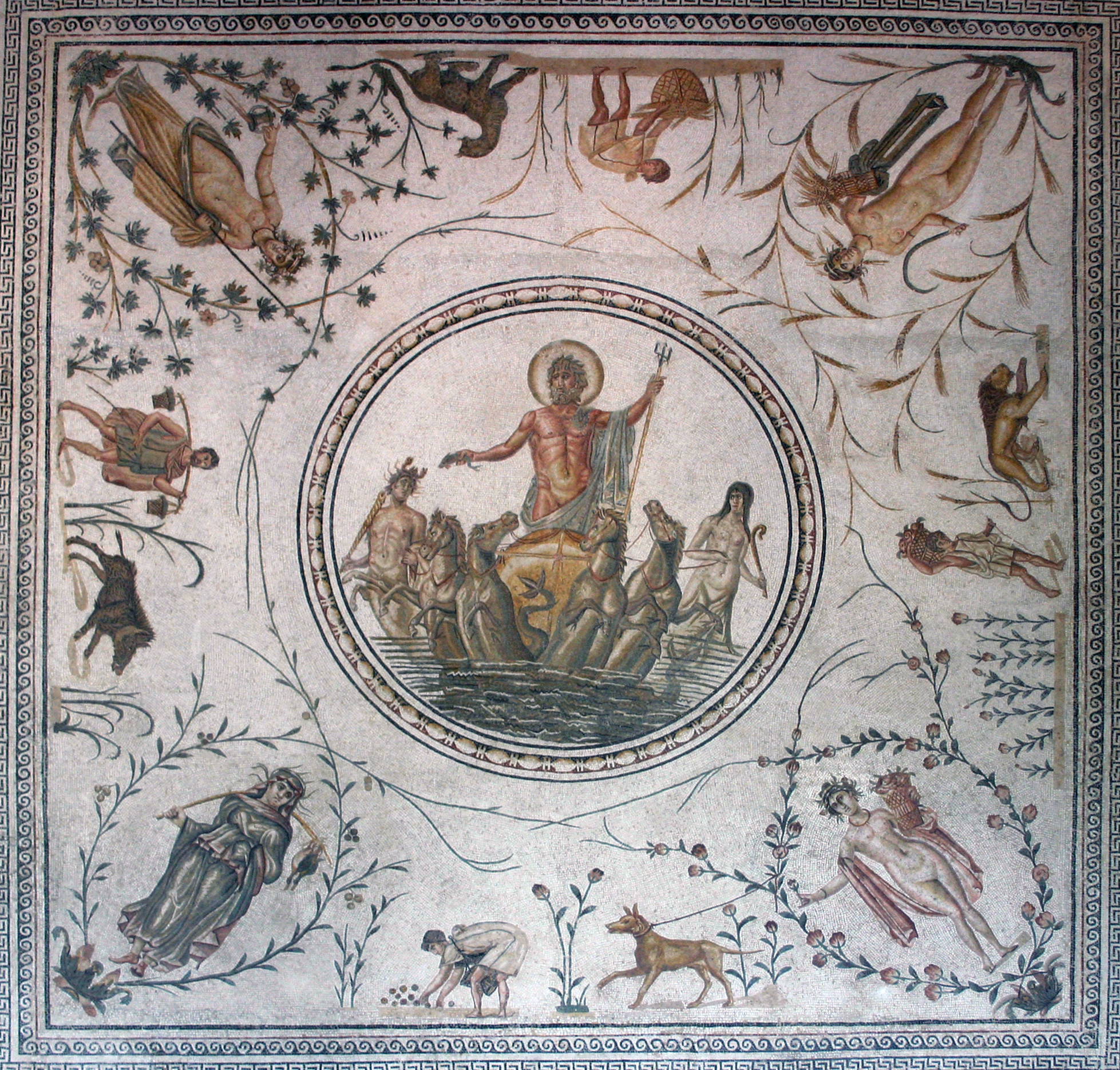
El triomf de Neptú, mosaic romà de finals del s. II que el representa amb les quatre estacions, una a cada cantó, potser un símbol del seu poder fertilitzador. Museu del Bardo, Tunísia

H. Petersmann ha proposat una interpretació teològica de Neptú, que el presenta com un deu de la fertilitat. Partint de la proposta etimològica que el fa derivat de l'arrel lingüística nebh, aquest autor creu que devia ser una antiga divinitat invocada per fer venir els núvols i la pluja. Seria doncs, un déu oposat a Júpiter, el déu del cel clar i diürn, però semblant al déu Caelus; seria el pare de tota criatura vivent, ja que per la vida a la Terra és necessari el poder fertilitzant de les aigües de la pluja. Aquest poder de Neptú estaria present en la literatura antiga, per exemple quan Virgili l'anomena pater Neptunus. La potència viril de Neptú també es pot veure per la seva companya Salàcia, el nom de la qual deriva dels termes llatins salax, salio, que en el seu sentit original volia dir «desig sexual, copulació». Salacia podria representar el desig de Neptú per copular amb la terra, manifestant la seva potència sexual a través de la pluja. L'altra acompanyant, Venília, procedent de l'arrel ven(h), amb el significat d'«amor», acabaria de confirmar la teoria. Aquest aspecte de doble personalitat de Neptú: desig de fecundar la terra amb Salàcia i amor pel cel clar amb Venília, podria estar suggerit en una expressió del poeta Catul, que diu: "uterque Neptunus". Aquesta proposta podria, d'una altra manera, explicar la relació que donava Varró amb el matrimoni.
Takács també creu que Neptú devia tenir una funció relacionada amb el poder de la fertilització, però aquest autor ho dedueix a partir de dos fets: que se li sacrifiqués un bou en honor seu i que Varró afirmava que Salàcia era una deessa de caràcter sexual i que Venília era una nimfa de Venus, la deessa de l'amor.
La identificació de Müller-Deeke com a déu creador, antecessor dels déus dels llatins, esmentat pels Faliscs, pare dels reis fundadors Messapus i Halesus, també confirma la teoria de déu atorgador de fertilitat.

## Caràcter ctònic
Marcià Mineu Fèlix Capel·la, en la seva descripció de l'univers, situa a Neptú i a Consus dins la regió desena del cel (anomenats respecativament Neverita i Lar Omnium Cunctalis). És possible que estigués influït per una antiga interpretatio graeca de Consus, o potser volia expressar la idea etrusca que incloïa Neptú entre els déus de caràcter ctònic, de la qual informava Ciceró, al que atribuïa alguns estranys sons com de terratrèmol que de vegades se sentien als camps llatins (ager latiniensis). Aquests sorolls també s'han relacionat amb els que fan els cavalls al galop i els etruscs eren molt aficionats a les curses de cavalls.
Bloch també ha fet notar aquest possible caràcter ctònic en l'estricta unió entre Neptú i Posidó, els quals estan lligats per una sèrie de circumstàncies, en particular el fet que estigués entre els quatre déus (Júpiter, Saturn, Neptú i Tellus) als qui, els harúspex havien de placar quan se sentien sons procedents de l'interior de la terra.

## Els Penats etruscs
Entre els historiadors antics, Arnobi el vell proporciona informació sobre la teologia de Neptú. Diu que, segons Nigidi Figul, Neptú era considerat un dels Di Penates, juntament amb Apol·lo, ja que tots dos havien creat les muralles de l'antiga Ilium. En un altre paràgraf del seu llibre,(llibre VI), Nigidi escriu que a la Disciplina Etrusca, un conjunt de textos semblant als llibres sibil·lins dels romans, Neptú estava entre els quatre genera penates creadors de l'inframon i de la humanitat.